# كسل كمبس (كامبريدجشير)
كسل كمبس (بالإنجليزية: Castle Camps, Cambridgeshire)‏ هي قرية وأبرشية مدنية تقع في المملكة المتحدة في إنجلترا. يقدر عدد سكانها بـ 600 نسمة .